# Le Metteur en scène
Pour l’article homonyme, voir Metteur en scène.
Pour plus de détails, voir Fiche technique et Distribution.
Le Metteur en scène (Free and Easy) est un film américain réalisé par Edward Sedgwick, sorti en 1930.

## Fiche technique
- Titre original : Free and Easy
- Titre français : Le Metteur en scène
- Réalisation : Edward Sedgwick
- Scénario : Richard Schayer, Al Boasberg et Paul Dickey
- Direction artistique : Cedric Gibbons
- Photographie : Leonard Smith
- Pays de production : États-Unis
- Format : Noir et blanc - Mono
- Genre : comédie
- Date de sortie :
  - États-Unis : 22 mars 1930

## Distribution
- Buster Keaton : Elmer Butts
- Anita Page : Elvira
- Trixie Friganza : Ma
- Robert Montgomery : Larry Mitchell
- Fred Niblo : lui-même
- Edgar Dearing
- Gwen Lee : elle-même
- John Miljan : lui-même
- Lionel Barrymore : lui-même
- William Haines : lui-même
- Dorothy Sebastian : elle-même
- Karl Dane : lui-même
- David Burton : lui-même
- Arthur Lange : lui-même (le chef d'orchestre)
- Edward Brophy : Benny, le régisseur
- William Collier Sr. : le maître de cérémonies à la première
- Jackie Coogan : lui-même
- Cecil B. DeMille : lui-même

## Autour du film
- Estrellados est une version espagnole sortie la même année et avec des acteurs différents (Raquel Torres, ...)